# Xã Findley, Quận Douglas, Missouri
Xã Findley (tiếng Anh: Findley Township) là một xã thuộc quận Douglas, tiểu bang Missouri, Hoa Kỳ. Năm 2010, dân số của xã này là 609 người.